# MotorStorm
MotorStorm — гоночный симулятор, разработанный Evolution Studios и изданный компанией Sony Computer Entertainment эксклюзивно для игровой консоли PlayStation 3. Первый анонс игры состоялся на выставке E3 в 2005 году. В России MotorStorm была издана компанией «Софт Клаб» на русском языке.
В 2008 году было выпущено продолжение — MotorStorm: Pacific Rift.

## Игровой процесс
MotorStorm представляет собой аркадную гоночную игру, которая выполнена в трёхмерной графике. События игры происходят на фестивале MotorStorm в Долине монументов. Цель игры состоит в том, чтобы выиграть серию внедорожных гонок и стать победителем на фестивале. Если в соревнованиях занять одно из трёх призовых мест — первое (золото), второе (серебро) или третье (бронза) — то начисляются очки, увеличением которых открывается доступ к последующим состязаниям.
Игрокам предоставляется возможность управлять различными типами транспортных средств, каждое из которых имеет индивидуальные технические характеристики: раллийные автомобили, грузовики, мотоциклы, квадроциклы, трагги и багги. В некоторых гонках можно выбрать любой класс, а в других есть классовые ограничения. Во время состязаний есть возможность использовать форсаж — благодаря ему транспортное средство разгоняется быстрее, однако слишком долгое использование форсажа может привести к перегреву двигателя и, как следствие, выведению машины из строя. Транспортные средства могут разбиться и при сильных столкновениях, после чего через несколько секунд восстанавливаются.

## Выход игры
MotorStorm официально выпущена в Японии 14 декабря 2006 года, где стала самой продаваемой игрой для PlayStation 3. Релиз игры в Северной Америке состоялся 6 марта 2007 года; в Европе игра поступила в продажу одновременно с запуском консоли 23 марта 2007 года. Обе — североамериканские и европейские — версии включают многопользовательский режим, поддерживающий до 12 игроков, не включённый в японскую версию игры.

## Саундтрек
- Curve — «Hell Above Water»
- Elite Force — «Presha»
- Elite Force with Lunatic Calm — «Leave You Far Behind»
- Everytime I Die — «The New Black»
- Gluecifer — «Automatic Thrill»
- Hyper — «Hot Rockin’»
- Kings of Leon — «Spiral Staircase»
- Krafty Kuts — «Bass Phenomenon»
- Lunatic Calm — «Leave You Far Behind»
- Monster Magnet — «Powertrip»
- Nirvana — «Breed»
- Pendulum — «Slam»
- Pitchshifter — «Scene This»
- Primal Scream — «Dolls (Sweet Rock ’N’ Roll)»
- Primal Scream — «The 99th Floor»
- Queens of the Stone Age — «Medication»
- Reverend Horton Heat — «Big Red Rocket of Love»
- Slipknot — «Before I Forget»
- Spiritualized — «Electricity»
- The Experiment — «Cost of Freedom»
- Trash Palace — «Animal Magic»
- Wolfmother — «Woman»[3]

## Оценки и мнения
| Сводный рейтинг       | Сводный рейтинг |
| Агрегатор             | Оценка          |
| --------------------- | --------------- |
| GameRankings          | 82,43 %         |
| Game Ratio            | 84 %            |
| Metacritic            | 84/100          |
| MobyRank              | 83/100          |
| Иноязычные издания    |                 |
| Издание               | Оценка          |
| 1UP.com               | 7,5/10          |
| AllGame               | [ 9 ]           |
| Edge                  | 8/10            |
| EGM                   | 8/10            |
| Eurogamer             | 8/10            |
| G4                    | 3/5             |
| Game Informer         | 8/10            |
| GameRevolution        | B-              |
| GameSpot              | 7,9/10          |
| GameSpy               | [ 15 ]          |
| GameTrailers          | 7,8/10          |
| GameZone              | 8,8/10          |
| IGN                   | 8,9/10          |
| VideoGamer            | 8/10            |
| Русскоязычные издания |                 |
| Издание               | Оценка          |
| «Страна игр»          | 8,5/10          |

MotorStorm получила в основном положительные отзывы от рецензентов. Обозреватели хвалили игру за интересную концепцию, качественную графику и многопользовательский режим, но критиковали малое количество трасс и режимов. На сайтах GameRankings и Metacritic средняя оценка составляет 82,43 % и 84 балла из 100 возможных соответственно.